# Dinastia macedônica

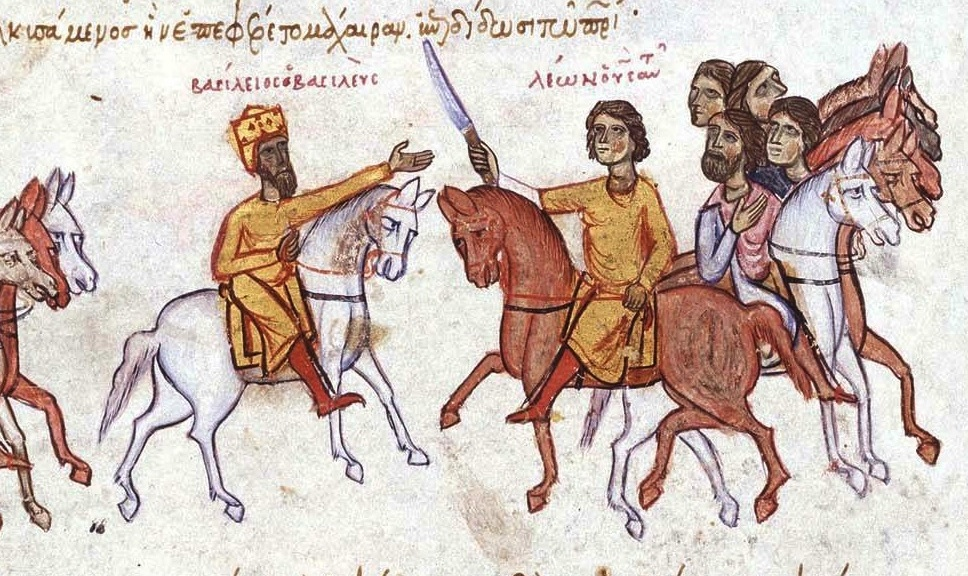
e o seu filho Leão VI, os dois primeiros imperadores da dinastia macedônica

A dinastia macedônica (português brasileiro) ou macedónica (português europeu) governou o Império Bizantino do século IX ao XI. É de fato uma família de origem armênia, possivelmente um ramo menor da família nobre armênia de Mamicônio. O fundador da dinastia foi Basílio I. O pai de Basílio I, assentado em Adrianópolis (atual Edirne, na Turquia), foi deportado pelos búlgaros em 813 para a região do Tema da Macedônia (na Trácia e que não tem relação com a região histórica da Macedônia), razão pela qual depois a dinastia adquiriria como nome a referência a esse lugar.

## Imperadores
- 867-886 : Basílio I, o Macedônio (Βασίλειος Α') (811 - 886)
  - 869-879 : Constantino (855 - 879), associado, filho de Basílio I
  - 870-886 : Leão VI (866 † 912), associado, filho de Basílio I
  - 879-886 : Alexandre III, associado, filho de Basílio I
- 886-912 : Leão VI, o Sábio (Λέων ΣΤ' ο Σοφός) (866 - 912)
  - 886-912 : Alexandre III, associado
- 912-913 : Alexandre III (Αλέξανδρος Γ' του Βυζαντίου) (870 - 913)
- 913-919 : Constantino VII Porfirogênito  (nascido na púrpura) (Κωνσταντίνος Ζ' ο Πορφυρογέννητος) (905 - 959), filho de Leão VI
- 919-944 : Romano I Lecapeno (Ρωμανός Α' ο Λεκαπηνός), associado (870 - 948), pai político de Constantino VII
  - 919-945 : Constantino VII Porfirogênito
  - 921-931 : Cristóvão Lecapeno, associado (921 - 931), filho de Romano I
  - 924-945 : Estêvão Lecapeno, associado (910 † 963), filho de Romano I
  - 924-945 : Constantino Lecapeno, associado (912 † 946), filho de Romano I
- 945-959 : Constantino VII (de novo em solitário)
- 959-963 : Romano II Porfirogênito (Ρωμανός Β' ο Πορφυρογέννητος) (939 - 963), filho de Constantino VII
- 963-969 : Nicéforo II Focas (Νικηφόρος Β' Φωκάς ή Νικηφόρος Β' ο Φωκάς) (912 - 969), segundo esposo de Teófano Anastaso, viúva de Romano II
- 969-976 : João I Tzimisces (Ιωάννης Α' Κουρκούας ο Τσιμισκής) (925 - 976), pai político de Romano II
  - 970-1025 : Basílio II, associado, filho de Romano II
  - 970-1025 : Constantino VIII, associado, filho de Romano II
- 976-1025 : Basílio II Bulgaróctono (Βασίλειος Β' ο Βουλγαροκτόνος) (958 - 1025)
  - 976-1025 : Constantino VIII, associado, irmão do anterior
- 1025-1028 : Constantino VIII Porfirogênito (Κωνσταντίνος Η') (960 - 1028)
- 1028-1050 : Zoé Porfirogênita (Ζωή) (978 - 1050), filha do anterior
  - 1028-1034 : Romano III Argiro (Ρωμανός Γ' ο Αργυρός) (968 - 1034), primeiro marido de Zoé
  - 1034-1041 : Miguel IV, o Paflagônio (Μιχαήλ Δ' ο Παφλαγών) (1010 - 1041), segundo marido de Zoé
  - 1041-1042 : Miguel V, o Calafate (Μιχαήλ Ε' ο Καλαφάτης) (1015 - 1042), primo de Miguel IV
  - 1042-1050 : Constantino IX Monômaco, terceiro marido de Zoé
- 1050-1055 : Constantino IX Monômaco (Κωνσταντίνος Θ' ο Μονομάχος) (1000 - 1055)
- 1055-1056 : Teodora Porfirogênita (Θεοδώρα) (980 - 1056), filha de Constantino VIII
- 1056-1057 : Miguel VI, o Estratiótico  (Μιχαήλ ΣΤ' ο Στρατιωτικός), filho adotivo da anterior